# Telebasura
Telebasura (een samentrekking van de Spaanse woorden Televisión, televisie, en basura, vuilnis) is een uit Spanje afkomstige term waarmee televisieprogramma's worden aangeduid die gebruikmaken van sensatiezucht, schandalen en andere onethische technieken om zo hoog mogelijke kijkcijfers te halen. Telebasura is herkenbaar aan de thema's die worden behandeld, de personen die op de voorgrond worden gezet, maar voor alles door de onevenwichtige benadering van deze thema's en personen. De term wordt zowel in Spanje als in Spaanstalige landen in Latijns-Amerika gebruikt. 
Het is zeer moeilijk gebleken een adequate definitie van telebasura te formuleren, ondanks het feit dat er wetenschappelijke werken over het fenomeen zijn verschenen. Deze moeilijkheid komt voort uit het feit dat er geen duidelijke criteria aan te wijzen zijn om een programma als telebasura te kwalificeren, en ook omdat het alle genres televisieprogramma's kan betreffen. Hoewel het meestal in verband wordt gebracht met roddelprogramma's (waarvan Sálvame en Sálvame Deluxe de bekendsten zijn), worden ook realityseries als Big Brother, praatprogramma's als A tu lado, televisiemagazines als El programa de Ana Rosa van Ana Rosa Quintana en bepaalde telenovela's vaak bekritiseerd als zijnde telebasura. 
De audiovisuele raad van Catalonië definieert telebasura als volgt: “De schending van grondrechten, het gebrek aan respect voor democratische of burgerlijke waarden, zoals bijvoorbeeld de minachting voor de waardigheid van een persoon, weinig of geen respect voor het persoonlijke leven, of schreeuwerig, onbeschoft en obsceen taalgebruik. Dit alles met het doel het leven van bepaalde personen die zich daarvoor lenen te kijk te zetten, in ruil voor de roem die televisie ze geeft, of in ruil voor een financiële tegenprestatie.” Overwegingen als deze plaatsen het debat over telebasura los van de discussie over smaak. In het midden van dit debat vinden zich waarden als ‘intimiteit’, ‘waardigheid van de persoon’, ‘waarheidsgetrouw’, ‘bescherming van het kind’ en ‘de vrijwaring van discriminatie’. 
Volgens het Centrum voor Sociologisch Onderzoek Spanje (CIS) vond in mei 2010 68,9% van de Spanjaarden dat de televisie in hun land weinig of geen kwaliteit leverde. Van deze mensen gaf 51,4% als reden op: ‘Hay mucha telebasura’ (‘er is veel telebasura’). De zender die het meest in verband wordt gebracht met het fenomeen is telecinco. Deze zender, eigendom van mediaconglomeraat Mediaset dat op is gericht door Silvio Berlusconi, is in het verleden al eens veroordeeld voor privacyschending en heeft onder meer het populaire programma Aquí hay tomate uit de lucht gehaald in 2008. 
Vergelijkbare termen in het Nederlands zijn ‘afbraak-televisie’, ‘afzeik-tv’ en uitlachtelevisie.